# Энгельберт I (граф Горицы)

Графство Горица на карте Юго-Восточной Германии XII века

Энгельберт I (нем. Engelbert I. von Görz; ум. 14 декабря ок. 1122) — граф Горицы, пфальцграф Баварии с 1099 года, фогт Мильштатта.
Старший сын Генриха I фон Гёрц (ум. 1102) — пфальцграфа Каринтии и фогта Аквилеи. Унаследовал Горицу (Верхний Пустерталь) вместе с братом Мейнхардом I.
После смерти Рапото V (1099) получил пфальцграфство Баварское как родственник пфальцграфа Арибо II (его жене приходился племянником).
В 1102—1104 унаследовал и некоторые другие владения Арибонидов, в том числе фогство в Мильштаттском аббатстве, которое в 1122 году уступил Святому престолу.
С 1110 года в должности пфальцграфа Баварии упоминается Оттон III фон Шайерн.
Согласно некрологу Мильштаттского аббатства Энгельберт I умер 14 декабря 1122 года. По другим источникам, был жив ещё в 1145 г.